# Justin Jules
Justin Jules (Sartrouville, Yvelines, 20 de septiembre de 1986) es un ciclista francés.
Es hijo del que fuera ciclista Pascal Jules, ganador de una etapa en el Tour de Francia 1984.

## Trayectoria
Debutó como profesional en 2011 en el equipo La Pomme Marseille.
Su principal victoria como profesional ha sido la carrera inaugural de la temporada ciclista en Europa en 2013, el Gran Premio Ciclista la Marsellesa donde se impuso al sprint al también francés Samuel Dumoulin.

## Palmarés
2011
- 1 etapa del Tour de Hainan

2013
- Gran Premio Ciclista la Marsellesa

2014
- 1 etapa del Tour de Azerbaiyán

2015
- 1 etapa de la Vuelta a Marruecos

2016
- 1 etapa de la Vuelta a Marruecos
- 1 etapa de la Vuelta a Túnez
- Gran Premio Stad Sint-Niklaas

2017
- 1 etapa del Tour La Provence
- 1 etapa del Tour de Normandía
- 1 etapa del Circuito de la Sarthe

2018
- 1 etapa del Circuito de la Sarthe

2019
- 1 etapa de la Vuelta a Aragón

## Equipos
- Vélo Club La Pomme Marseille (2011)
- Véranda Rideau-Super U (2012)
- La Pomme Marseillaise (2013-2014)
- Veranclassic-Ekoi (2015-2016)
- Wallonie Bruxelles (2017-2019)
  - WB Veranclassic Aqua Protect (2017)
  - WB-Aqua Protect-Veranclassic (2018)
  - Wallonie Bruxelles (2019)
- Delko[2] (2020-2021)
  - NIPPO DELKO One Provence (2020)
  - Team Delko (2021)